# Kamienica przy ul. Marszałkowskiej 43 w Warszawie
Kamienica przy ul. Marszałkowskiej 43 – budynek mieszkalny w Warszawie.
Znaczną część dekoracji elewacji usunięto prawdopodobnie w wyniku remontu przeprowadzonego w latach 1952–1954. W 2002 kamienica była ponownie remontowana, jednak nie odtworzono usuniętych detali. W 2010 kamienica została zreprywatyzowana na podstawie dekretu Bieruta. Zameldowane były w niej wówczas 54 osoby.
10 września 2008 budynek został wpisany do rejestru zabytków, natomiast 24 sierpnia 2012 – do gminnej ewidencji zabytków m.st. Warszawy.